# 天使の音楽に慰められる聖フランチェスコ
『天使の音楽に慰められる聖フランチェスコ』（てんしのおんがくになぐさめられるせいフランチェスコ、伊: San Francesco consolato dalla musica angelica、英: St Francis Consoled by Angelic Music）、または『聖フランチェスコの法悦』 （せいフランチェスコのほうえつ、伊: Estasi di san Francesco、英: The Ecstacy of St Francis）は、17世紀イタリア・バロック期のボローニャ派の巨匠グイド・レーニが1606-1607年に銅板上に油彩で制作した絵画である。1951年にロンドンでグエルチーノ作『聖アントニウスの幻視』という誤った帰属と主題で競売にかけられ、その際に美術史家のデニス・マーンにより購入された。現在、ボローニャ国立絵画館に無期限寄託されている。

## 背景

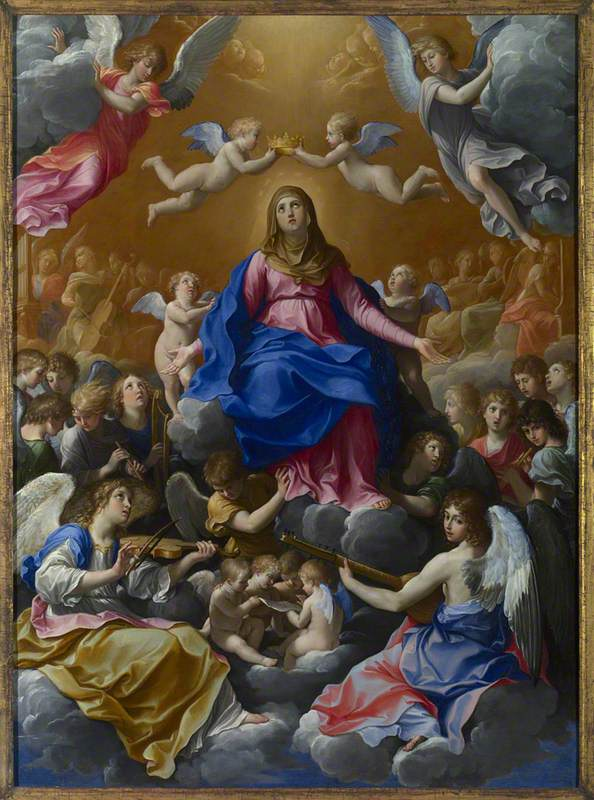
グイド・レーニ『聖母戴冠』 (1607年ごろ)、ナショナル・ギャラリー (ロンドン)

この作品は当初アンニーバレ・カラッチの作品と考えられていたが、1960年にイタリアの美術史家ロベルト・ロンギがレーニが銅板に油彩で描いた『聖母戴冠』 (1607年、ロンドン・ナショナル・ギャラリー) との比較から、レーニに帰属した。現在、その帰属はほぼ異論なく受け入れらており、実際に天使の優雅に理想化された姿はアンニーバレよりレーニを想起させる。その顔貌や楽器を弾く両手のポーズ、そして軽やかに渦巻く衣襞の表現などは、『聖母戴冠』の人物像に見られる特徴と共通しており、制作時期もほぼ同時代と見られる。
本作は銅板上に描かれているが、ボローニャでの銅板の使用はフランドルの画家デニス・カルヴァールトによって人気になった。レーニは彼の工房で銅板に描く技術を学び、生涯でたびたび銅版上の絵画を制作したが、この技法は個人祈祷用の作品にとりわけふさわしいものであった。一方、天使が聖フランチェスコを慰める主題は、対抗宗教改革時代の小冊子が彼の神秘的な経験の信憑性を裏づけた16世紀に人気あるものとなった。 

## 作品
聖フランチェスコは1181年にアッシジに生まれた。もともと裕福な商人の息子であったが、財産の相続を放棄し、信仰の道に入った。1224年、彼は聖痕を受ける奇跡を経験し、イエス・キリストと同じ傷を持った。画中の聖フランチェスコは山中の洞窟で岩肌に寄りかかり、膝の上に骸骨を置いて瞑想にふけっている。簡素な祭壇に設えられた磔刑の十字架と書物もまた、悔悛と瞑想のために必要とされたものである。地面に垂れた3つの結び目はフランシスコ会の僧衣の特徴で、彼らの3つの戒律「清貧」、「純潔」、「従順」を表す。聖人の頭上では、今まさに洞窟に飛来してきた天使がヴァイオリンを奏でており、2人の人物は洞窟の外から差し込む神秘的な光に照らされている。洞窟の外には、銀灰色の月明かりを浴びた風景が見える。

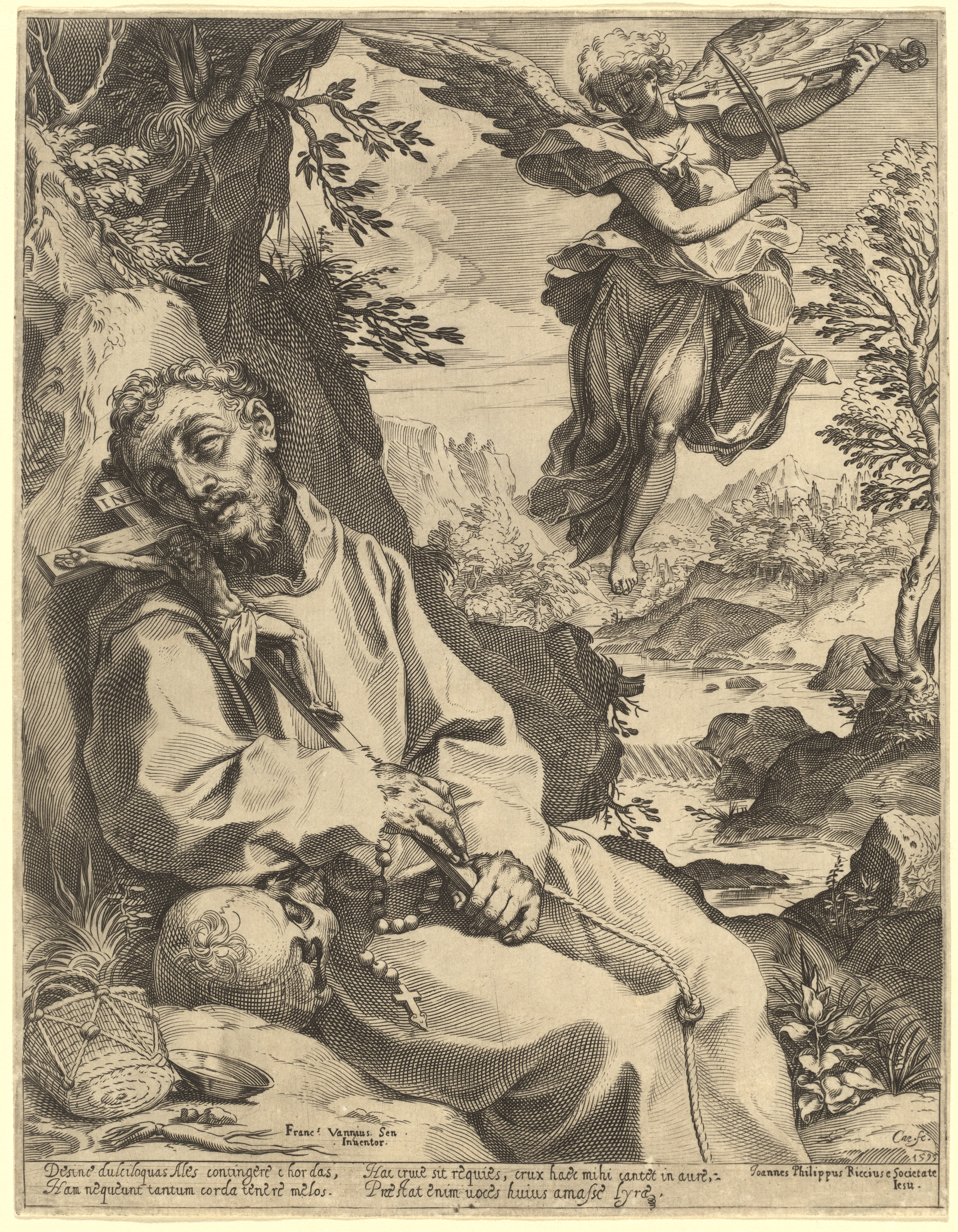
アゴスティーノ・カラッチのエングレービング『奏楽の天使に慰められる聖フランチェスコ』 (1595年)、ナショナル・ギャラリー (ワシントン)

この作品の構図は、フランチェスコ・ヴァンニの原画にもとづいてアゴスティーノ・カラッチが制作したエングレービング『天使の音楽に慰められる聖フランチェスコ』を拠り所としている。一方、ボナヴェントゥラの『聖フランチェスコ大伝記』には「聖人は天使を見なかった」という1節があり、両作品の場面は「神に精神を捧げてこの心地よい音楽を聴き、(フランチェスコは) まるで別世界へ連れ去られていると思うような甘美さに満たされ」という記述を表している。
本作は、画面左下にある籐籠に入った植物もアゴスティーノ・カラッチのエングレービングから借用している。このモティーフは、チェラノのトマスによる『聖フランチェスコ第二伝記』にある聖人の逸話に由来するものかもしれない。晩年、病床にあった聖フランチェスコは、ある夜、パセリが食べたくなった。そこで、弟子に摘んでくるように頼んだが、弟子は闇夜で野草の種類を見分けることはできないと答えた。聖フランチェスコは、弟子にとにかく庭に出て、最初に見つけた野草を摘んでくるよう命じる。弟子がいわれた通りにして帰ってくると、その中にはパセリが一掴みあったという。籐籠の植物は、聖人の菜食主義と清貧を伝えるアトリビュート (人物を特定する事物) と考えることができる。